# Consell Suprem del Kirguizstan
El Consell Suprem (en kirguís: Joghorku Kenesh) és el Parlament unicameral del Kirguizstan. Compta amb 120 escons amb membres triats per a un mandat de cinc anys en eleccions mitjançant un sistema de llistes electorals.
Els 120 escons del Consell Suprem són triats per representació proporcional per llistes en una circumscripció única en tot el país, amb un llindar electoral del 7%. No es permet a cap partit obtenir més de 65 escons. Les llistes dels partits han de tenir almenys el 30% dels candidats de cada gènere, i cada quart candidat ha de ser d'un gènere diferent. També cal que cada llista tingui almenys un 15% dels candidats que siguin de minories ètniques i un 15% de menors de 35 anys, així com almenys dos candidats amb discapacitat.

## Últimes eleccions
- Eleccions legislatives del Kirguizstan de 2020